# Eublemma ornatula
Eublemma ornatula là một loài bướm đêm trong họ Erebidae.